# Don’t Give Up (песня Питера Гэбриела и Кейт Буш)
«Don’t Give Up» (с англ. — «Не сдавайся») — композиция британского рок-музыканта Питера Гэбриела, исполненная в дуэте с певицей Кейт Буш. Композиция была выпущена в качестве третьего сингла из альбома So в Великобритании (1986 год) и в качестве четвёртого — в США (1987 год). В 1986 году сингл провёл одиннадцать недель в британском чарте UK Singles Chart, достигнув 9-го места.

## Предыстория
Концепция песни была вдохновлена фотографиями Доротеи Ланж времён Великой депрессии, на которых были изображены малоимущие американцы в эпицентре пыльного котла. Гэбриел наткнулся на работы Ланж в книге под названием «In This Proud Land» (рус. «На этой гордой земле»), 1973 года. По его мнению, песня, базирующаяся на них, была вполне сопоставима со сложными экономическими условиями в Англии того времени — времён правления премьера Маргарет Тэтчер. Он сочинил сюжет о человеке оставшимся без работы, попавшего в стрессовую ситуацию, повлёкшую проблемы в личной жизни. Песня Гэбриела описывает чувства одиночества и отчаяния главного героя; спевшая в дуэте Кейт Буш поёт от лица его девушки, которая пытается поддержать и ободряет его.
Изначально Гэбриел писал песню в стиле коренной американской музыки, поэтому он хотел, чтобы в дуэте с ним спела певица Долли Партон. Однако она отказалась, в итоге её место заняла Кейт Буш.

## Список композиций
Все песни написаны Питером Гэбриелом.
| №  | Название                     | Длительность |
| -- | ---------------------------- | ------------ |
| 1. | «Don't Give Up»              |              |
| 2. | «In Your Eyes» (Special Mix) |              |
| 3. | «This Is the picture»        |              |

| №  | Название                     | Длительность |
| -- | ---------------------------- | ------------ |
| 1. | «Don't Give Up» (LP version) |              |
| 2. | «Don't Give Up» (edit)       |              |
| 3. | «Curtains»                   |              |

| №  | Название                     | Длительность |
| -- | ---------------------------- | ------------ |
| 1. | «Don't Give Up»              |              |
| 2. | «In Your Eyes» (Special Mix) |              |

## Музыкальное видео
Для этой песни было снято два видеоклипа. Первый, от Godley & Creme, состоял из одного дубля Гэбриела и Буш поющих в объятьях друг друга, в то время как позади них происходит солнечное затмение («Есть и худшие способы зарабатывать себе на жизнь» — заметил по этому поводу Гэбриел). Второе видео, снятое Джимом Блашфилдом, демонстрировало лица вокалистов, наложенные на кадры города и его жителей во время некоего депрессивного периода.

## Участники записи
- Питер Гэбриел – ведущий вокал, Fairlight CMI, Prophet-5, Linn LM-1, фортепиано
- Ману Катче – ударные, перкуссия
- Тони Левин – бас-гитара
- Дэвид Роудс — гитары
- Ричард Ти[англ.] – фортепиано
- Саймон Кларк[англ.] – хорус CS-80
- Кейт Буш – дополнительный вокал

## Чарты
| Чарт                                    | Высшая позиция |
| --------------------------------------- | -------------- |
| Австралия (Kent Music Report)           | 5              |
| Belgian Top 30                          | 7              |
| Бельгия/Фландрия (Ultratop 50)          | 9              |
| Canadian Singles Chart                  | 40             |
| Нидерланды (Single Top 100)             | 5              |
| Франция (SNEP)                          | 69             |
| German Singles Chart                    | 27             |
| Irish Singles Chart                     | 4              |
| Новая Зеландия (Recorded Music NZ)      | 16             |
| Spain (Productores de Música de España) | 13             |
| UK Singles Chart                        | 9              |
| US Billboard Hot 100 Singles Chart      | 72             |

| Чарт (1987)                   | Позиция |
| ----------------------------- | ------- |
| Australia (Kent Music Report) | 55      |

## Исполнения другими музыкантами
- Эта песня была включена в концертный тур Гэбриела Secret World Tour, где он исполнял её вместе с певицей Полой Коул. Впоследствии их дуэт был выпущен в концертном альбоме Secret World Live[англ.].
- Оркестровая версия песни при участии норвежской певицы Ане Брюн была выпущена в альбоме Гэбриела New Blood.
- В 1993 году песня была перепета американским музыкантом Вилли Нельсона и ирландской певицей Шинейд О’Коннор. Сингл был включён в альбом Нельсона Across the Borderline[англ.], спродюсированный Доном Уосом[англ.], Полом Саймоном и Роем Хейли[англ.]. В интервью Los Angeles Times Нельсон рассказал о появлении их дуэта: «Первоначально фигурировала ещё одна леди, Долли Партон, которая должна была спеть женскую партию, но в итоге с ней не сложилось. На репетиции трибьют-шоу Дилана в Нью-Йорке Дон [Уос] предложил Шинейд. Я слышал о её споре с Папой Римским, но никогда не слышал как она поёт. Дон сказал: „Она превосходна“. Оказывается, она дружила с Питером Гэбриелом и уже знала эту песню. На концерте её освистывали за этот спор. Я спросил её: „Ты уверена, что вам всё ещё хочется прийти завтра петь?“ Она сказала: „Да, я приду“. Она пришла на следующий день и спела её»[11].
- Композиция была перепета американской певицей Алишей Киз и ирландским музыкантом Боно[12]. Кавер-версия под названием «Don’t Give Up (Africa)» была спродюсирована Стивом Лиллиуайтом[13][14] и выпущена 6 декабря 2005 года в качестве благотворительного сингла исключительно для iTunes[13][15][16]. Все вырученные средства от его продажи пошли в фонд A Child Alive[англ.], представителем которого является Киз[15]. Позднее певица отмечала: «Я люблю эту песню. И я люблю Боно. Я действительно уважаю то, что он сделал для Африки и как он использует свою славу, чтобы делать добрые дела. Я надеюсь, что смогу сделать за свою жизнь хотя бы половину этого»[17]. Дуэт исполнили песню вживую на благотворительной акции Киз The Black Ball, которая собирает деньги для фонда Keep A Child Alive[18]. В октябре 2006 года они также исполнили эту песню на «Шоу Опры Уинфри»[19].
- В 2006 году кавер-версию записали австралийский музыкант Шэннон Нолл[англ.] и вокалистка группы Rogue Traders Натали Бассингтуэйт, которая была спродюсирована Майелом Мугишей (Michael Mugisha) ранее уже выпускавшим благотворительный сборник под названием Home: Songs of Hope & Journey[англ.]. Песня была выпущена в качестве благотворительного сингла для организации Beyond Blue[англ.], помогающей людям с депрессивным расстройством. Это была самая популярная песня на австралийском радио в первую неделю после её релиза. Композиция дебютировала на 7-м месте в австралийском сингловом чарте, спустя неделю добравшись до 2-го и получив «платиновую» сертификацию. Впоследствии песня была исполнена в пятом сезоне шоу «Танцев со звездами». Музыкальный клип демонстрирует Нолла и Бассингтуэйт во время записи сингла в студии.
- В 2008 году музыкант Шарк[англ.] (Wild Colonials[англ.]) и певица Синди Вассерман (Dead Rock West) выпустили кавер-версию этой песни. Вырученные от продажи средства пошли в благотворительные фонды Farm Aid[англ.] и Красный Крест, чтобы помочь фермерам, пострадавшим от наводнения 2008 года. Дизайн обложки сингла являлся данью уважения оригинальной обложке Питера Гэбриела с аналогичной типографикой.
- В мае 2009 года в сети появилась версия песни от группы The Midway State[англ.], в записи которой участвовала Леди Гага. По словам певицы, кавер был сделан с целью, «чтобы молодёжь услышала и узнала что-нибудь о Кейт Буш»[20].
- В июне 2017 года свой вариант песни выпустили Янн Клозе[англ.] и Энни Хаслам из группы Renaissance, спродюсированный Рейвом Тесаром. Хаслам исполнила ведущий вокал, Клозе аккомпанировал ей на акустической гитаре, также в записи приняли участие: Джон Арбо на басу, Роб Митцнер на кахоне и Рейв Тесар на клавишах. Вырученные средства от продажи записи переводились в фонд Десмонда Туту — TutuDesk.
- Группа Gregorian и певица Сара Брайтман записали свою версию песни, которая была выпущена в альбоме Брайтман The Harem Tour (Limited Edition) и диске Gregorian Masters of Chant.
- Певица Пинк и музыкант Джон Ледженд записали совместную кавер-версию для альбома Херби Хэнкока The Imagine Project[англ.].
- В 1987 году группа The Shadows записала инструментальную версию этой песни для альбома Simply Shadows[англ.].